# صفية الشامية
صفية الشاميّة فنانة تونسية من عائلة جزائرية وتركية الأصل، لقبت «بلهلوبة المسرح» اسمها الحقيقي شريفة 'أحمد قنون'، ولدت في 9 يناير (جانفي) 1932 في بيروت وتوفّيت في 17 ديسمبر 2004 بتونس.
حفظت المواويل اللبنانية 'على الميجانا' و'بغدادي' و'هيهات يا أبو الزلف' منذ الثّامنة من عمرها؛ انضمت إلى كورال إذاعة لبنان ثم تلقت دروساً في الموسيقى وأصول الأداء على يد "محي الدّين سلام"، وهكذا حتّى صار لها موعد أسبوعي في إذاعة.
عام 1946 عند استقلال لبنان تحوّلت عائلتها إلى تونس واستقرّت فيها، حيث تمّ اكتشاف موهبتها وولعها الشّديد بالفن. غنّت صفيّة في الإذاعة التّونسيّة وكانت أول من غنّت أغنية أم كلثوم «غنّيلي شويّ شوي» في تونس وحقّقت نجاحاً باهراً. في الأثناء تعرّفت على الموسيقار صالح المهدي الذي قدمها بدوره إلى عازف الكمنجة والملحن أحمد الصباحي الذي صار زوجها.
تركت الرّأجلة صفية الشامية ما يقارب 600 أغنية منها «يا مثيل عرف الياس» و«جارحة قلبي» و«محلا قدّك» و«عالعصفورية» وأغنية «لا.. لا.. ما نحبكشي» و«اسمعني شوية» و«التوبة» و «قالولي اسمر ».. وغيرها من الأغاني الخفيفة والجميلة.